# Brachyscome breviscapis
Brachyscome breviscapis là một loài thực vật có hoa trong họ Cúc. Loài này được C.R.Carter mô tả khoa học đầu tiên năm 1978.